# Jeweluna
『Jeweluna』（ジュウェルナ）は中山美穂の12作目のスタジオ・アルバム。1990年7月18日にキングレコードより発売された。規格品番はKICS-40。

## 概要
帯コピー：THRILL AND SEXY
前作『All For You』から僅か4か月のインターバルで発売された。
タイトルは、英語で宝石を意味する "Jewel" と、女神を意味する "Luna" を組み合わせた造語である。
中山本人の作詞・作曲による楽曲が3曲収録されているが、これは1枚のアルバム収録曲としては最多数である。この後、1994年発売のシングル「Sea Paradise -OLの反乱-」のカップリング曲「何度でも愛せるから」及びアルバム『Pure White』まで本人作曲による楽曲は発表されなかった。

## 収録曲
| #         | タイトル                 | 作詞      | 作曲               | 編曲                                  | 時間  |
| --------- | ------------------------ | --------- | ------------------ | ------------------------------------- | ----- |
| 1.        | 「くちびる」             | 中山美穂  | 中山美穂           | 杉山卓夫                              | 4:09  |
| 2.        | 「そしてその夏」         | 中山美穂  | 中山美穂           | 十川知司                              | 4:59  |
| 3.        | 「女神たちの冒険」       | 松井五郎  | 斉藤英夫           | 斉藤英夫                              | 4:07  |
| 4.        | 「野蛮な宝石」           | 松井五郎  | 斉藤英夫           | 斉藤英夫                              | 4:35  |
| 5.        | 「泣かない指輪」         | 松井五郎  | 林田健司           | 杉山卓夫                              | 4:57  |
| 6.        | 「Vermilion Crime」      | 松井五郎  | 中西圭三・小西貴雄 | 小西貴雄 （コーラスアレンジ）中西圭三 | 4:35  |
| 7.        | 「秒読みのJealousy」     | 松井五郎  | 中西圭三・小西貴雄 | 小西貴雄 （コーラスアレンジ）中西圭三 | 4:45  |
| 8.        | 「これからのI Love You」 | 松井五郎  | 崎谷健次郎         | 崎谷健次郎                            | 5:55  |
| 9.        | 「天国への鍵」           | 中山美穂  | 中山美穂           | 十川知司                              | 4:48  |
| 10.       | 「白い砂のラ・メール」   | 松井五郎  | 崎谷健次郎         | 崎谷健次郎                            | 5:13  |
| 合計時間: | 合計時間:                | 合計時間: | 合計時間:          | 合計時間:                             | 48:12 |

### 曲解説
1. くちびる
中山自身による作詞・作曲。
2. そしてその夏
中山自身による作詞・作曲。
3. 女神たちの冒険
  - アルバムバージョン。
4. 野蛮な宝石
  - 1993年発売のアルバム『Blanket Privacy』でセルフカバーしている。
5. 泣かない指輪
  - 作曲者の林田健司が2009年発売のアルバム『WORKS』でセルフカバーしている。
6. Vermilion Crime
7. 秒読みのJealousy
8. これからのI Love You
  - 翌1991年2月に新アレンジでシングルカットされた。
9. 天国への鍵
中山自身による作詞・作曲。
10. 白い砂のラ・メール

## 再発盤
- 1992年11月21日 - CD（廉価盤 KICS-273）
- 2015年10月14日 - CD（廉価盤 KICS-3272）
2015年リマスタリング仕様で「30th Anniversary Original Album Collection」として、これまでにリリースしたアルバムのうち25作品を同日再発売[2]。